# Olympische Sommerspiele 1936/Radsport – Mannschaftswertung Straße (Männer)
Die Mannschaftswertung im Straßenrennen der Männer bei den Olympischen Spielen 1936 in Berlin fand am 10. August 1936 statt. Gewertet wurden die Zeiten der jeweils drei besten Athleten einer Nation aus dem Straßenrennen.

## Streckenverlauf
Start und Ziel des 100 km langen Rennens war die Nordschleife der AVUS. Die Strecke führte über die Südschleife der AVUS, Schildhorn, die Heerstraße, Staaken, Dallgow, Döberitz, das Olympische Dorf, Priort, Kartzow, Fahrland, Krampnitz, Groß Glienicke, Karolinenhöhe, die Heerstraße und Schildhorn wieder zur Südschleife der AVUS und zurück zu Start und Ziel.

## Ergebnisse
| Rang               | Nation                                                                | Athleten                                                                  | Zeit        | Anmerkung |
| ------------------ | --------------------------------------------------------------------- | ------------------------------------------------------------------------- | ----------- | --------- |
| 1                  | Frankreich                                                            | Robert Charpentier Robert Dorgebray Guy Lapébie Jean Goujon               | 7:39:16,2 h |           |
| 2                  | Schweiz                                                               | Edgar Buchwalder Ernst Nievergelt Kurt Ott Gottlieb Weber                 | 7:39:20,4 h |           |
| 3                  | Belgien                                                               | Auguste Garrebeek Armand Putzeyse Jean-François Van Der Motte Jef Lowagie | 7:39:21,0 h |           |
| 4                  | Königreich Italien                                                    | Pierino Favalli Glauco Servadei Corrado Ardizzoni Elio Bavutti            | 7:39:22,0 h |           |
| 5                  | Österreich                                                            | Virgilius Altmann Hans Höfner Eugen Schnalek Karl Kühn                    | 7:39:24,0 h |           |
|                    | Lettland                                                              | Mārtiņš Mazūrs Arvīds Immermanis Aleksejs Jurjevs Jānis Vītols            | 8:21:24,0 h | geschätzt |
| Bulgarien          | Kanjo Dschambasow Alexander Nikolow Gennadi Simow Nikola Nenow        | ohne Zeit                                                                 |             |           |
| Kanada             | Rusty Peden George Crompton George Turner Lionel Coleman              | ohne Zeit                                                                 |             |           |
| Chile              | Jesús Chousal Jorge Guerra Manuel Riquelme Rafael Montero             | ohne Zeit                                                                 |             |           |
| Tschechoslowakei   | Hans Leutelt Josef Lošek Miloslav Loos Vilém Jakl                     | ohne Zeit                                                                 |             |           |
| Dänemark           | Frode Sørensen Arne Petersen Knud Jacobsen Tage Møller                | ohne Zeit                                                                 |             |           |
| Deutsches Reich    | Fritz Scheller Emil Schöpflin Fritz Ruland Willi Meurer               | ohne Zeit                                                                 |             |           |
| Ungarn             | István Liszkay János Bognár István Adorján Károly Nemes-Nótás         | ohne Zeit                                                                 |             |           |
| Luxemburg          | Franz Neuens Jacques Majerus Paul Frantz Rudy Houtsch                 | ohne Zeit                                                                 |             |           |
| Peru               | César Peñaranda Gregorio Caloggero José Mazzini Manuel Bacigalupo     | ohne Zeit                                                                 |             |           |
| Polen              | Stanisław Zieliński Wacław Starzyński Mieczysław Kapiak Wiktor Olecki | ohne Zeit                                                                 |             |           |
| Schweden           | Arne Berg Berndt Carlsson Ingvar Ericsson Sven Johansson              | ohne Zeit                                                                 |             |           |
| Türkei             | Talat Tunçalp Kirkor Canbazyan Kazım Bingen Orhan Suda                | ohne Zeit                                                                 |             |           |
| Vereinigte Staaten | Albert Byrd Charles Morton John Sinibaldi Paul Nixon                  | ohne Zeit                                                                 |             |           |
| BR Jugoslawien     | August Prosenik Franc Gartner Ivan Valant Josip Pokupec               | ohne Zeit                                                                 |             |           |
| Großbritannien     | Charles Holland Jackie Bone Alick Bevan Bill Messer                   | ohne Zeit                                                                 | DNF         |           |
| Niederlande        | Nico van Gageldonk Gerrit Schulte Philippus Vethaak René van Hove     | ohne Zeit                                                                 | DNF         |           |